# ターラント公国

ターラント公国
Principato di Taranto

1154年ごろのシチリア王国とターラント公国

ターラント公国（イタリア語：Principato di Taranto）は、中世に南イタリアにあった公国。

## 概略
ロベルト・イル・グイスカルドの長子ボエモン1世とその弟ルッジェーロ1世の間のプッリャ公位をめぐる争いの後、和平の一環として1088年にボエモン1世が南イタリアに建国し成立した。
公国はプッリャのかかと部分のほとんどを占め、ターラントが首都となった。その後の377年間の歴史の中で、シチリア王国（および後にナポリ王国）の強力でほぼ独立した封建領地であった時期も、また王位継承者または女王の夫に与えられた称号にすぎない時期もあった。 アンジュー＝シチリア家が分裂したとき、ターラントはドゥラッツォ家のものとなった（1394年 - 1463年）。
ナポリ王フェルディナンド1世は妃イザベル・ド・クレルモンが死去した後、ターラント公国をナポリ王国に併合した。公国自体は消滅したが、歴代ナポリ王はターラント公の称号を自身の息子たちに与え、その最初の例がイザベルの息子で後にナポリ王となるアルフォンソ2世であった。

## 歴代ターラント伯
- 1063年 - 1072年以前　ゴッフレード
- 1072年以前 - 1080年　リッカルド・ディ・アンドリア
  - ピエトロ2世・デ・トラーニ（摂政）
- 1080年 - 1085年　ロベルト・イル・グイスカルド
- 1085年 - 1088年　ボエモン1世

## 歴代ターラント公

### オートヴィル家
- 1080年 - 1111年　ボエモン1世 - 後にアンティオキア公
- 1111年 - 1128年　ボエモン2世 - アンティオキア公
- 1128年 - 1132年　ルッジェーロ2世 - プッリャ公、シチリア王
- 1132年 - 1138年　タンクレーディ - ルッジェーロ2世の子、バーリ公
- 1138年 - 1144年　グリエルモ1世 - 後にシチリア王
- 1144年 - 1157年　シモーネ - ルッジェーロ2世の子
- 1157年 - 1189年　グリエルモ2世 - 後にシチリア王
- 1189年 - 1994年　タンクレーディ - シチリア王、レッチェ伯
- 1194年　グリエルモ3世 - シチリア王（廃位）、レッチェ伯

### ホーエンシュタウフェン家
- 1194年 - 1197年　ハインリヒ6世 - 神聖ローマ皇帝、シチリア王
  - 1197年　オトン・フランジパニ
  - 1198年　ロベルト・フランジパニ
  - 1200年　ゴーティエ3世・ド・ブリエンヌ - シチリア王タンクレーディの娘レッチェ女伯マリアと結婚
- 1205年 - 1250年　フリードリヒ2世 - 神聖ローマ皇帝、シチリア王
- 1250年 - 1266年　マンフレーディ - フリードリヒ2世の子、後にシチリア王

### アンジュー＝シチリア家
- 1266年 - 1285年　カルロ1世 - マンフレーディを倒し、教皇よりシチリア王とされた
- 1285年 - 1294年　カルロ2世 - カルロ1世の子、ナポリ王
- 1294年 - 1331年　フィリッポ1世 - カルロ2世の子、名目上のラテン皇帝
- 1331年 - 1346年　ロベルト - フィリップ1世の子
- 1346年 - 1364年　ルイージ - フィリップ1世の子、ナポリ王
- 1364年 - 1374年　フィリッポ2世 - フィリップ1世の子、名目上のラテン皇帝
  - 1356年　フィリッポ3世 - フィリッポ2世の子、早世

### ボー（デル・バルツォ）家
- 1374年 - 1383年　ジャック・デ・ボー - フィリッポ2世の甥、名目上のラテン皇帝

### ブラウンシュヴァイク＝リューネブルク家
- 1383年 - 1393年　オットー（1320年 - 1398年） - ナポリ女王ジョヴァンナ1世の寡夫

### オルシーニ家
- 1399年 - 1406年　ライモンド・オルシーニ・デル・バルツォ - レッチェ女伯マリー・ダンギャンと結婚
- 1406年 - 1414年　ラディズラーオ1世 - ナポリ王、レッチェ女伯マリー・ダンギャンの2番目の夫
- 1414年 - 1420年　ジャック2世・ド・ラ・マルシュ - ジョヴァンナ2世の夫
- 1420年 - 1463年　ジョヴァンニ・アントニオ・オルシーニ・デル・バルツォ - ライモンドとマリー・ダンギャンの子
- 1463年 - 1465年　イザベル・ド・クレルモン - ジョヴァンニ・アントニオの姪